# White Mountains (Arizona)
White Mountains je pohoří na jihovýchodě Arizony, v blízkosti hranic s Novým Mexikem, ve Spojených státech amerických. Pohoří je součástí Koloradské plošiny. Nejvyšší horou White Mountains je Baldy Peak (3 476 m),
pátá nejvyšší hora Arizony a nejvyšší vrchol mimo pohoří San Francisco Peaks. Část pohoří, včetně nejvyšší hory Mount Baldy, je součástí indiánské rezervace Apačů (Fort Apache Indian Reservation).

## Geografie
Severně od pohoří leží pouštní oblast Painted Desert, východně leží pohoří Black Range a jižně pohoří Pinaleno Mountains. Ve White Mountains pramení řeky Little Colorado River a Salt River, pohoří je velmi bohaté na menší vodní toky, nachází se zde rovněž řada jezer.